# ヘラルドサン
ヘラルドサン (Herald Sun) とは、オーストラリアのメルボルンで発行されている新聞である。ルパート・マードック率いるニューズ・コープ傘下のヘラルド・アンド・ウィークリー・タイムズ社 (The Herald and Weekly Times Ltd) によって発行されている。ライバル紙のデイリー・テレグラフ（オーストラリア）より多い発行部数55.11万部でありもっともオーストラリアで人気のある新聞である。

## 概要
ヘラルドサンは1990年にタブロイド紙である サン・ニュース・ピクトリアル (The Sun News-Pictorial) と、その姉妹紙の夕刊紙（普通サイズ）ヘラルド (Herald) の統合により誕生した。1990年10月8日創刊当時はThe Herald-Sunとハイフンが付いていたが1993年5月1日付の新聞をもってハイフンは無くなる。
ルパート・マードックの他の新聞と同じく、政治や社会の事柄に対して保守的立場をとる。
シドニーの競合紙であるデイリーテレグラフの方が一般紙ほどではないが比較的自制を持った取材姿勢である。批評家はこの新聞を読者に反しても商業的利益やトップの意見が反映していると指摘している。

### 気候変動の否定
ヘラルドサンはオーストラリアンやデイリーテレグラフより気候変動に関する科学的コンセンサスに懐疑的・否定的な傾向が強い。
ヘラルドサンの気候変動関係の記事のうち、気候変動に関する科学的コンセンサスに懐疑的・否定的なものは67%である。意見記事では、97%が気候変動に関する科学的コンセンサスを受け入れていない。

## 歴史
ヘラルド (Herald) は、1840年1月1日にマイケル・カバノーによって前身のポート・フィリップ・ヘラルドの題字で創刊。

サン・ニュース・ピクトリアルはヘラルドの姉妹紙として1922年9月11日に創刊。 

ヘラルドは 1855年にメルボルン・ヘラレルドに改題したがその1週間後ヘラルドに改題される。最盛期には60万部近くまで発行部数が伸びたが、テレビニュースの発達と鉄道や地下鉄から乗用車に移動手段が移った事などにより創刊150周年の1990年には20万部まで落ち込んでいた。そのため廃刊も検討されたが、発行元The Herald and Weekly Times Ltd）はこの新聞とサン・ニュース・ピクトリアルを併合させる選択をする。そのためヘラルドは1990年10月5日号で、サン・ニュース・ピクトリアルは10月5日号で単独の新聞としては最後となる。